# 布加勒斯特国立艺术大学

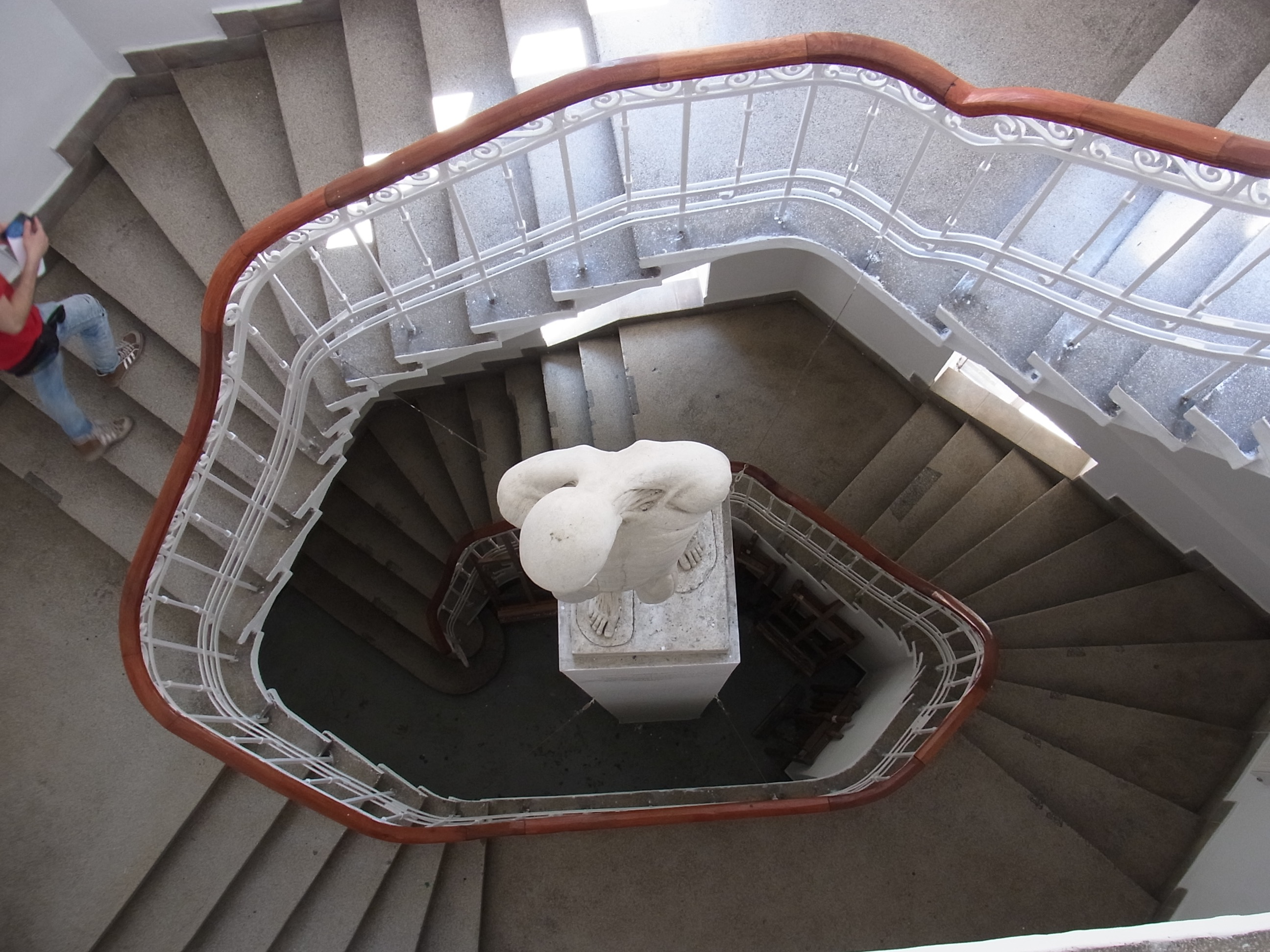
校内楼梯

国立艺术大学（羅馬尼亞語：Universitatea Naţională de Arte），是位于布加勒斯特的一所高等学府，学校在亚历山德鲁·约安·库扎大公的命令下建立，历年官方曾用名如下：
- 1864年 – 國家美術學校
- 1931年 – 美术科学院
- 1942年 – 布加勒斯特高等艺术学校
- 1948年 – “尼古拉耶·格里高雷斯库”美术学院
- 1990年 – 艺术科学院
- 1995年 – 艺术大学
- 2002年 – 布加勒斯特国立艺术大学

## 历史
因着亚历山德鲁·约安·库扎大公的指令及特奥多尔·阿曼和格奥尔基·塔塔雷斯库两位画家的提议，国家美术学校于一八六四年十月五日建立。当时学校的学制是五年，有绘画系、雕塑系、雕刻艺术系、建筑系、线形绘图、美学、历史及透视学系。
1904年成立了工艺美术学校。
1909年斯比卢·哈雷特批准了学校内部管理的规定，包括入学考试，与建筑系分开，并批准了在第一学年结束前的筛选方法。学制为七年。
通过1931 年高等教育法罗马尼亚美术学校改名为美术科学院。第一任校长是卡米尔·鲁素 (Camil Ressu).
1942年美术科学院改名为布加勒斯特美术高等学校。
1948年布加勒斯特艺术学院，其中包括戏剧和音乐系、舞蹈和美术系、工艺美术和艺术史系。
1950年成立了“尼古拉耶·格里高雷斯库”美术学院。
1990年“尼古拉耶·格里高雷斯库”美术学院的名称为美术科学院，目前的名称是国家美术大学。

## 学校院系
美术大学有以下几个系：
- 美术系(FAP)：绘画、绘图刻印、雕塑、动力形象和摄影、艺术教育学、理论和研究专业。
- 工艺美术系(FADD)：设计, 时装, 纺织设计和纺织艺术, 壁画艺术, 瓷器、玻璃和金属,和 布景设计专业。
- 艺术史和理论系(FITA)：艺术史和理论 和  保存和修复专业。

从2012起，克特林.博雷斯库教授担任布加勒斯特国立艺术大学校长职务。

## 著名教授和学生
- 贝拉·纳吉·阿勃迪
- 伊昂·阿德列耶斯库
- 特奥多尔·阿曼
- 科尔内柳·巴巴
- 克特林.博雷斯库
- 伊戈纳特·贝德纳力克
- 科图尔·博格丹
- 康斯坦丁·布伦古什
- 特拉扬·布勒德亚努
- 维克多·布拉乌内尔
- 斯特凡·科尔齐亚
- 波利什·卡拉杰亚
- 弗洛林·丘波达鲁
- 阿雷克山德鲁·丘库棱库
- 尼古拉·科莫内斯库
- 奥古斯丁·科斯蒂内斯库
- 霍利亚·库切尔扎
- 尼古拉耶·德勒斯库
- 瓦斯里·德勒古茨
- 索林·杜米特雷斯库
- 伊昂·杜米特柳
- 达利耶·杜普
- 米尔恰·伐利亚
- 伊昂·弗龙泽狄
- 格奥尔基·基册斯库
- 埃列娜·格雷库雷斯库
- 伊昂·格里高雷斯库
- 阿德里安·古泽
- 拉杜·伊伽斯格
- 索林·伊勒弗维亚努
- 约内尔·吉亚努
- 约瑟夫·奇拉利
- 佩特鲁·卢卡奇
- 斯特凡·卢奇安
- 科尔内尔·枚德雷亚
- 霍尔腾西亚·马西切维奇·米舒
- 弗洛林·米特洛伊
- 阿迪娜·纳努
- 保罗·内亚古
- 伊昂·尼哥底母
- 乔治·奥普雷斯库
- 迪米特利耶·帕丘雷亚
- 霍利亚·帕什迪纳
- 瓦西里·宾特亚
- 斯特凡·勒姆尼卡奴
- 卡米尔·雷苏
- 尼古拉耶·瑟夫道尤
- 米哈伊·瑟尔布雷斯库
- 尤金·思齐勒鲁
- 尼古利泽·瑟克里耶柳
- 弗兰奇斯克·什拉都
- 格奥尔基·塔塔雷斯库
- 鲁克山德拉·特勒斯蒂奥雷亚努
- 阿乌雷尔·乌拉德
- 乌拉迪米尔·赞非雷斯库
- 马利安·兹达鲁

## 书目
- 校长克特林.博雷斯库应邀在罗马尼亚国家电台文化做题为“文化言谈”节目 -http://www.radioromaniacultural.ro/rectorul_unarte_catalin_balescu_invitat_la_vorba_de_cultura-9941.
- “布加勒斯特国家美术大学目录”出版社：UNARTE, ISBN 973-87493-0, 2006年.
- “2006年国立艺术画廊目录“由罗马尼亚艺术家协会编辑出版，赞助AFCN, ISBN 978-973-86483-8-6.
- „布加勒斯特国家美术大学目录011“， 视觉艺术中心，布加勒斯特国家美术大学出版社出版，布加勒斯特2011年，ISBN 978-606-8296-12-8.
- “十三人画展目录”，视觉艺术中心，布加勒斯特国立艺术大学出版社出版，布加勒斯特2011年，ISBN 978-606-8296-08-1.
- “ 布加勒斯特国立艺术大学012目录“，视觉艺术中心，布加勒斯特国立艺术大学出版社出版，布加勒斯特2011年，ISBN 978-606-8296-45-3.
- “第二届布加勒斯特艺术展目录”，视觉艺术中心，布加勒斯特国立艺术大学出版社出版，布加勒斯特2011年，ISBN 978-606-8296-45-6.
- “第三届布加勒斯特艺术展目录”，视觉艺术中心，布加勒斯特国立艺术大学出版社出版，布加勒斯特2012年，ISBN 978-606-8296-68-5.
- “11+画展目录”，视觉艺术中心，布加勒斯特国立艺术大学出版社出版，布加勒斯特2012年，ISBN 978-606-8296-39-5.
- “10+画展目录”，视觉艺术中心，布加勒斯特国立艺术大学出版社出版，布加勒斯特2013年，ISBN 978-606-8296-86-9.
- “第二十七届卡涅国际画展节目录“，法国文化部和联合国教科文组织出版，1995年.
- “第十届国际绘画和素描双年展目录“，台北美术博物馆台湾文化事务部编辑出版，台北2001年.
- “第三届国际绘画及素描三年展目录“，泰国曼谷文化艺术据编辑出版，2012年.
- “2013年布加勒斯特国际实验电影节网站”- http://www.bieff.ro/upload/CatalogBIEFF2013.pdf （页面存档备份，存于）.
- Venature XXV, 米哈伊·普勒莫德亚努，文化观察报网站  http://www.observatorcultural.ro/ARTE-VIZUALE.-Venature-XXV*articleID_28601-articles_details.html （页面存档备份，存于）.
- 布加勒斯特国立艺术大学成立150周年，文化观察报网站 http://www.observatorcultural.ro/*id_4916-news_details.html （页面存档备份，存于）.